# Frank Jewett Mather
Frank Jewett Mather Jr., né le 6 juillet 1868 et mort le 11 novembre 1953, est un critique d'art et professeur américain. Il est le premier professeur « moderniste » (c'est-à-dire post-classique) au Département d'art et d'archéologie de l'Université de Princeton.

## Biographie
Né à Deep River, Connecticut, ses parents sont Caroline Arms Graves et  l'avocat Frank Jewett Mather, Sr. (1835–1929). Il est diplômé du Williams College en 1889 et de Johns Hopkins avec un doctorat en 1892 en philologie et littérature anglaises.
De 1893 à 1900, il est instructeur et professeur adjoint d'anglais et de langues romanes au Williams College. En 1910, il devient professeur d'art et d'archéologie à Princeton. De 1922 à 1946, il est directeur du musée d'art de l'université de Princeton.